# 綦忙古台
綦 忙古台（き マングタイ、生没年不詳）は、モンゴル帝国に仕えた漢人将軍の一人。益都府楽安県の出身。

## 生涯
綦忙古台の父の綦公直は代々農業を生業としてきた一族の出であったが、武人としてモンゴルに仕えるようになった人物であった。綦忙古台も綦公直とともにモンゴル軍に従軍し、南宋領への侵攻時には梅関の攻撃を父より命じられている。
至元18年（1281年）5月、綦公直が中央アジアのビシュバリクへの赴任を命じられた時、クビライは綦公直の長男の綦泰に万戸の地位を継承させようとしたが、綦公直は綦泰には郷里で老父の世話をさせたいと願い出たため、綦忙古台が万戸職を継承したと伝えられている。このころ、中央アジアではビシュバリクを含む天山ウイグル王国領が大元ウルスとカイドゥ・ウルスの最前線となっており、至元23年（1286年）にもカイドゥ軍が大挙して侵攻してきた（カラ・ホジョの戦い）。これに対し、大元ウルス軍を率いるバヤンは綦公直・李進・ユワスらを率いて洪水山の戦いでカイドゥ軍を撃退することに成功したが、綦公直率いる部隊は追撃戦のさ中に突出して逆包囲を受けてしまった。包囲された綦公直軍は奮戦したものの綦公直の五男の綦瑗が戦死し、遂に綦公直とその妻、そして綦忙古台は捕虜となってしまった。
綦公直の末期については不明であるが、綦忙古台のみは逃れかえることに成功し、定遠大将軍・中侍衛親軍副都指揮使の地位を授けられ、後に湖州砲手軍匠万戸に転じて衢州の山賊を討伐する功績があった。